# Балка Синобратова
Балка Синобратова — балка (річка) в Україні у Куп'янському районі Харківської області. Ліва притока річки Осколу (басейн Дону).

## Опис
Довжина балки приблизно 10,05 км, найкоротша відстань між витоком і гирлом — 8,04  км, коефіцієнт звивистості річки — 1,25 . Формується декількома струмками та загатами. У верхів'ї балка пересихає.

## Розташування
Бере початок в урочищі Кринички (колишній хутір Кринички). Тече переважно на південний захід через село Глушківку і впадає у річку Оскол, ліву притоку річки Сіверського Дінця.

## Цікаві факти
- У XX столітті на балці існували молочно, -птице-тваринні ферми (МТФ, ПТФ), газгольдер та газова свердловина[2].